# Heterodiadematidae
De Heterodiadematidae zijn een familie van uitgestorven zee-egels (Echinoidea) uit de orde Phymosomatoida.

## Geslachten
- Ekerekeia Özdikmen & Udoh, 2010 †
- Heterodiadema Cotteau, 1862 †
- Monodiadema de Loriol, 1890 †
- Trochodiadema de Loriol, 1900 †